# سن خاویر
سن خاویر شهری در ساحل شرقی رود اروگوئه واقع در غرب کشور اروگوئه است. این شهر توسط مهاجران روس در سال ۱۹۱۳ میلادی بنا شد.

## تاریخچه
گروهی متشکل از ۳۰۰ خانواده روس در ۲۷ ژوئیه ۱۹۱۳ در این شهر ساکن شدند. آنها عضو گروه روس نواسرائیل بودند که برای آزادی مذهب که تزارها از آنها سلب کرده بودند به این مکان آمده بودند. رهبر آنها بیاسیلیو لوبکوف به دلیل نافرمانی مذهبی زندانی شده بود. این مهاجران گل آفتاب گردان و روش‌های پیشرفتهٔ زراعت را به اروگوئه معرفی کردند. آنها اولین کارخانه تولید روغن آفتاب‌گردان در اروگوئه را ساختند.

## دیکتاتوری نظامی (۱۹۳۷–۸۴)
در دوران دیکتاتوری نظامی اروگوئه، ساکنین روس دستگیر شدند، چرا که ارتش هر یک از آنها را به صورت بالقوه علاقه‌مند به کمونیسم می‌دانست. تعداد زیادی از سکنه دیگر به زبان روسی سخن نگفتند و بیشتر کتاب‌های روسی از بین رفتند. مرکز فرهنگی ماکسیم گورکی که در آن مراسم موسیقی، رقص و دیگر فعالیت‌های فرهنگی برگزار می‌شد بسته شد و لباس‌های رقص سنتی آتش زده شدند. در سال ۱۹۸۴، این شهر به خاطر اعدام ولادمیر روسلیک، پزشکِ روسی-اروگوئه‌ای که ابتدا شکنجه و سپس اعدام شد به شهرت رسید. برای برخی او یک قهرمان و نماد مبارزه در اروگوئه است.

## بازگشت به دموکراسی
با بازگشت دموکراسی در سال ۱۹۸۹، مرکز فرهنگی ماکسیم گورکی بازگشایی شد. گروه رقص کالینکا که جوایز بسیاری را در مسابقات اروگوئه برده‌است از این مرکز به پا خواسته‌اند. ساکنان سن خاویر به پاسداری از سنت‌های خود، از جمله غذای محلی، رقص، و موسیقی افتخار می‌کنند. آنها در روز ۲۷ ژوئیه که روز استقرار آنها در سن خوزه است را جشن می‌گیرند.